# Virgin America
Virgin America Inc. fou una aerolínia estatunidenca que existí entre el 2007 i el 2018, quan s'integrà a Alaska Airlines. Se centrava principalment en vols de baix cost entre ciutats de la costa oest dels Estats Units i altres àrees metropolitanes importants, amb un servei de millor qualitat. Tenia la seu a la ciutat de Burlingame, a l'Àrea de la Badia de San Francisco, i duia a terme vols domèstics a ciutats estatunidenques importants, principalment des de bases a San Francisco i Los Angeles, així com una ciutat focal a Dallas.
Es posà en marxa el 2007 com a aerolínia independent fent servir la identitat llicenciada del Virgin Group, basat al Regne Unit, que també controla la marca de les aerolínies Virgin Atlantic i Virgin Australia. Alaska Air Group adquirí Virgin America l'abril del 2016 per aproximadament 4.000 milions de dòlars i continuà gestionant Virgin America amb el mateix nom i la mateixa identitat fins que l'aerolínia es fusionà completament amb Alaska Airlines el 24 d'abril del 2018.